# Stunts
Stunts ist ein Rennspiel aus dem Jahr 1990. Das Spiel wurde von der Gruppe Distinctive Software (DSI) programmiert und zunächst in den USA von Brøderbund in den Versionen 1.0 und 1.1 für PC vertrieben. Gleichzeitig brachte Mindscape in Europa das gleiche Spiel unter dem Namen 4D Sports Driving in den Versionen 1.1 für MS-DOS und 1.2 für den Amiga heraus. Das Spiel kam mit damals fantastisch umgesetzter „3D-Polygongrafik“ heraus. Die Einflüsse des Vorgängers Test Drive, ebenfalls von DSI, waren deutlich bei der grafischen Umsetzung und der Bedienung zu spüren.

## Das Spiel
Auf einem mit einem Zaun abgesteckten großen Areal kann man mit verschiedenen Autos in automatischer oder manueller Gangschaltung auf einer Strecke (aber auch abseits der Strecke) ein Rennen gegen die Zeit oder unterschiedliche Gegner fahren. Ziel ist es, möglichst schnell vom Start in das Ziel zu kommen, während man der Strecke ungefähr folgt. Oft kann man auch abseits der Straße fahren, und manche Abkürzungen werden vom Spiel akzeptiert, während andere mit Strafzeiten geahndet werden.
Das Besondere an Stunts ist, dass nicht nur vorgegebene Strecken zu fahren sind, sondern dass es auch einen eingebauten Streckeneditor gibt, mit dem man aus vorgefertigten Abschnitten mit quadratischer Grundfläche, die in ein Landschaftsraster eingesetzt werden, eigene Rennkurse bauen kann. Neben geraden Strecken, Kurven, Highways, Rampen, Tunnel und Hochstraßen gibt es auch Hindernisse wie Betonquader und ungewöhnliche Streckenführungen wie Loopings, Schrauben, Sprungschanzen (um z. B. über Hochhäuser zu springen).
Die einzelnen Rennen lassen sich als sogenannte „Replays“ abspeichern und aus verschiedenen Perspektiven wieder ansehen.

## Stunts heute
Obwohl das Spiel inzwischen mehr als dreißig Jahre alt ist, erfreut es sich noch immer weltweiter Beliebtheit. Nachdem bereits Ende der 1990er das Spiel als Abandonware bzw. von den Entwicklerfirmen selbst als Freeware deklariert wurde, entdeckten viele Menschen das Spiel neu. Bereits Mitte der 1990er gab es erste Webseiten im Internet, die sich mit Stunts auseinandersetzten und es zum Download anboten. Vor allem, da das Spiel gepackt unter 1 MB groß ist, fand es schnelle Verbreitung über das Internet. Als dann in den späten 1990ern erste Wettbewerbe gestartet wurden, bei denen einem Wettbewerbsmanager für eine bestimmte Strecke Replays per E-Mail eingeschickt wurden, begann das Spiel – für die Verhältnisse seines Alters – ein zweites Mal zu boomen.
Auch heute wird Stunts noch von einer weltweiten Gemeinde gespielt. Mehrere Wettbewerbe laufen zurzeit, es gibt hunderte von Webseiten zu dem Spiel, ein lebendiges Forum und einen Stunts-Chat-Kanal. Seit 2004 finden unregelmäßig „World Stunts Meetings“ statt, zu denen Spieler aus verschiedensten Nationen stoßen:
- August 2004 in Budapest, Ungarn
- August 2005 in Aarhus, Dänemark
- August 2006 in Budapest